# 三浦弦太
三浦 弦太（みうら げんた、1995年3月1日 - ）は、愛知県豊橋市出身のプロサッカー選手。Jリーグ・ガンバ大阪所属。ポジションはディフェンダー（DF）。元日本代表。

## 来歴

### プロ入り前
小学校1年でサッカーを始め、FWやMF、GKなどさまざまなポジションを経験。中学校1年時、FC豊橋デューミランでDFにコンバートされ、中学校2年時には愛知県トレセンに選出された。県トレセンのチームメート（田中）から刺激を受けたことがきっかけとなり、FC豊橋デューミランOBの高須英暢と同じ道を進むようにして、地元を離れ大阪桐蔭高等学校へ進学した。3年時の全国高校総体ではベスト4まで勝ち上がり、自身は大会優秀選手に選ばれた。

### 清水エスパルス
2013年より、清水エスパルスに入団。5月22日、ナビスコ杯予選リーグ第7節の横浜F・マリノス戦にて公式戦初出場を果たす。5月25日、第13節のベガルタ仙台戦でJリーグ初出場を果たした。
2014年、J3に参戦するJリーグ・アンダー22選抜に選手登録された。5月18日、Jリーグ・アンダー22選抜として出場したJ3第12節の藤枝MYFC戦でJリーグ初得点を決めた。
2015年3月28日、ナビスコ杯予選リーグ第2節の横浜F・マリノス戦で、交代枠を使い切っていた状態で迎えた85分、スタメン出場していたGK碓井健平がファールを犯してレッドカードで一発退場となり、急遽控えGK杉山力裕のユニフォームを借りてGKを務めた。2015年までは出場機会は少なく、チームも2015年にクラブ史上初のJ2降格を喫した。
J2に降格した2016年はチーム事情からサイドバックもつとめ、29試合に出場して清水のJ1復帰に貢献した。

### ガンバ大阪
2017年1月6日、ガンバ大阪に完全移籍で加入することが発表された。2月7日、AFCチャンピオンズリーグ・プレーオフのジョホール・ダルル・タクジムFC戦で移籍後初先発初得点を果たし本大会進出に貢献した。4月21日、第8節の大宮アルディージャ戦でJ1初得点を決めた。7月29日、第19節のセレッソ大阪との大阪ダービーでは逆転ゴールを決めて勝利に貢献した。この年、キャリア初となるリーグ戦全試合にスタメンフル出場し、チームの守備を牽引した。11月29日、EAFF E-1サッカー選手権2017に出場する日本代表メンバーに選出され、12月12日の中国戦でスタメン出場し国際Aマッチ初出場。
2018年よりゲームキャプテンを務める。
2019年5月8日、ルヴァンカップ予選リーグ第5節の古巣清水エスパルス戦で先制点となったCKからヘディングシュートでのゴールは、ガンバ大阪における令和の公式戦初得点となった。

### 日本代表
世代別ではU-18、U-19、U-23で選出され、2016年にはリオデジャネイロオリンピックに向けて、トゥーロン国際大会や親善試合に臨むU-23日本代表メンバーに選出されたが、目立った活躍はなく、オリンピック本大会メンバーには選ばれなかった。
2017年5月25日、6月7日のキリンチャレンジカップ2017・シリア戦と13日の2018 FIFAワールドカップ・アジア3次予選・イラク戦に臨む日本代表メンバーに初選出される。11月29日、EAFF E-1サッカー選手権2017に臨む国内組で構成される日本代表メンバーに選出され、12月12日の同大会・中国戦で先発フル出場し国際Aマッチ初出場を飾る。16日の韓国戦にも先発フル出場し、同大会2試合に出場。
2018年、ロシアW杯後に発足した森保一監督体制以降は継続して日本代表メンバーに選出され、コンスタントに試合に出場。
12月には2019年1月に出場するAFCアジアカップ2019の日本代表メンバーに選出されたが、本大会では1試合のみの出場に留まった。
2019年12月、EAFF E-1サッカー選手権2019に出場する日本代表メンバーに選出され、12月10日の中国戦で国際Aマッチ初得点を決めた。

## 所属クラブ
- FC豊橋リトルJセレソン（豊橋市立豊小学校）
- FC豊橋デューミラン（豊橋市立豊岡中学校）
- 2010年 - 2012年 大阪桐蔭高等学校
- 2013年 - 2016年  清水エスパルス
  - 2014年 - 2015年  Jリーグ・アンダー22選抜
- 2017年 -  ガンバ大阪

## 個人成績
| 国内大会個人成績 | 国内大会個人成績 | 国内大会個人成績 | 国内大会個人成績 | 国内大会個人成績 | 国内大会個人成績 | 国内大会個人成績 | 国内大会個人成績 | 国内大会個人成績 | 国内大会個人成績 | 国内大会個人成績 | 国内大会個人成績 |
| 年度             | クラブ           | 背番号           | リーグ           | リーグ戦         | リーグ戦         | リーグ杯         | リーグ杯         | オープン杯       | オープン杯       | 期間通算         | 期間通算         |
| 年度             | クラブ           | 背番号           | リーグ           | 出場             | 得点             | 出場             | 得点             | 出場             | 得点             | 出場             | 得点             |
| 日本             | 日本             | 日本             | 日本             | リーグ戦         | リーグ戦         | リーグ杯         | リーグ杯         | 天皇杯           | 天皇杯           | 期間通算         | 期間通算         |
| ---------------- | ---------------- | ---------------- | ---------------- | ---------------- | ---------------- | ---------------- | ---------------- | ---------------- | ---------------- | ---------------- | ---------------- |
| 2013             | 清水             | 29               | J1               | 2                | 0                | 1                | 0                | 0                | 0                | 3                | 0                |
| 2014             | 清水             | 25               | J1               | 7                | 0                | 0                | 0                | 1                | 0                | 8                | 0                |
| 2015             | 清水             | 2                | J1               | 7                | 0                | 3                | 0                | 0                | 0                | 10               | 0                |
| 2016             | 清水             | 2                | J2               | 29               | 0                | -                | -                | 2                | 0                | 31               | 0                |
| 2017             | G大阪            | 2                | J1               | 34               | 2                | 1                | 0                | 2                | 0                | 37               | 2                |
| 2018             | G大阪            | 5                | J1               | 34               | 0                | 6                | 0                | 1                | 1                | 41               | 1                |
| 2019             | G大阪            | 5                | J1               | 31               | 1                | 9                | 2                | 1                | 0                | 41               | 3                |
| 2020             | G大阪            | 5                | J1               | 20               | 2                | 2                | 0                | 2                | 0                | 2                | 0                |
| 2021             | G大阪            | 5                | J1               | 26               | 0                | 2                | 0                | 1                | 0                | 29               | 0                |
| 2022             | G大阪            | 5                | J1               | 33               | 0                | 4                | 1                | 2                | 0                | 39               | 1                |
| 2023             | G大阪            | 5                | J1               | 25               | 1                | 4                | 0                | 1                | 1                | 30               | 2                |
| 2024             | G大阪            | 5                | J1               | 9                | 1                | 0                | 0                | 0                | 0                | 9                | 1                |
| 2025             | G大阪            | 5                | J1               |                  |                  |                  |                  |                  |                  |                  |                  |
| 通算             | 日本             | 日本             | J1               | 228              | 7                | 32               | 3                | 11               | 2                | 271              | 12               |
| 通算             | 日本             | 日本             | J2               | 29               | 0                | -                | -                | 2                | 0                | 31               | 0                |
| 総通算           | 総通算           | 総通算           | 総通算           | 257              | 7                | 32               | 3                | 13               | 2                | 302              | 12               |

その他の公式戦
| 2014   | J-22   | -      | J3     | 8  | 1 | 8  | 1 |
| 2015   | J-22   | -      | J3     | 3  | 0 | 3  | 0 |
| 2020   | G大23  | 5      | J3     | 1  | 0 | 1  | 0 |
| 通算   | 日本   | 日本   | J3     | 12 | 1 | 12 | 1 |
| 総通算 | 総通算 | 総通算 | 総通算 | 12 | 1 | 12 | 1 |

- 2021年
  - FUJI XEROX SUPER CUP 1試合0得点

| 国際大会個人成績 | 国際大会個人成績 | 国際大会個人成績 | 国際大会個人成績 | 国際大会個人成績 |
| 年度             | クラブ           | 背番号           | 出場             | 得点             |
| AFC              | AFC              | AFC              | ACL              | ACL              |
| ---------------- | ---------------- | ---------------- | ---------------- | ---------------- |
| 2017             | G大阪            | 2                | 6                | 0                |
| 2021             | G大阪            | 5                | 5                | 0                |
| 2025/26/2        | G大阪            | 5                |                  |                  |
| 通算             | AFC              | AFC              | 11               | 0                |

その他の国際大会
- 2017年
  - AFCチャンピオンズリーグ・プレーオフ 1試合1得点

出場歴
- 公式戦初出場 - 2013年5月22日 ナビスコ杯予選リーグ第7節 vs横浜F・マリノス（IAIスタジアム日本平）
- Jリーグ初出場 - 2013年5月25日 J1第13節 vsベガルタ仙台（IAIスタジアム日本平）
- Jリーグ初得点 - 2014年5月18日 J3第12節 vs藤枝MYFC（藤枝総合運動公園サッカー場）

## タイトル

### 代表
U-19日本代表
- AFF U-19ユース選手権：1回（2014年）

### 個人
- 全国高等学校総合体育大会サッカー競技大会 大会優秀選手（2012年）
- Jリーグ優秀選手賞（2018年）

## 代表歴
- 国際Aマッチ初出場 - 2017年12月12日 EAFF E-1サッカー選手権2017 vs中国代表（味の素スタジアム）
- 国際Aマッチ初得点 - 2019年12月10日 EAFF E-1サッカー選手権2019 vs中国代表（九徳総合運動場）

### 出場大会
- U-18日本代表
  - AFC U-19選手権2014 (予選)
- U-19日本代表
  - 2014 AFF U-19ユース選手権
  - AFC U-19選手権2014
- U-23日本代表
  - トゥーロン国際大会2016
  - キリンチャレンジカップ[6]
- 日本代表
  - 2017年 - キリンチャレンジカップ
  - 2017年 - 2018 FIFAワールドカップ・アジア最終予選
  - 2017年 - EAFF E-1サッカー選手権2017
  - 2019年 - AFCアジアカップ2019
  - 2019年 - EAFF E-1サッカー選手権2019

### 試合数
- 国際Aマッチ 10試合 1得点（2017年 - 2019年）

| 日本代表 | 国際Aマッチ | 国際Aマッチ |
| 年       | 出場        | 得点        |
| -------- | ----------- | ----------- |
| 2017     | 2           | 0           |
| 2018     | 3           | 0           |
| 2019     | 5           | 1           |
| 通算     | 10          | 1           |

### 出場
| No. | 開催日         | 開催都市     | スタジアム                         | 対戦国         | 結果 | 監督           | 大会                       |
| --- | -------------- | ------------ | ---------------------------------- | -------------- | ---- | -------------- | -------------------------- |
| 1.  | 2017年12月12日 | 調布         | 味の素スタジアム                   | 中国           | ○2-1 | ハリルホジッチ | EAFF E-1サッカー選手権2017 |
| 2.  | 2017年12月16日 | 調布         | 味の素スタジアム                   | 韓国           | ●1-4 | ハリルホジッチ | EAFF E-1サッカー選手権2017 |
| 3.  | 2018年9月11日  | 吹田         | パナソニックスタジアム吹田         | コスタリカ     | ○3-0 | 森保一         | キリンチャレンジカップ2018 |
| 4.  | 2018年10月16日 | さいたま     | 埼玉スタジアム2002                 | ウルグアイ     | ○4-3 | 森保一         | キリンチャレンジカップ2018 |
| 5.  | 2018年11月20日 | 豊田         | 豊田スタジアム                     | キルギス       | ○4-0 | 森保一         | キリンチャレンジカップ2018 |
| 6.  | 2019年1月17日  | アル・アイン | シェイク・ハリーファ国際スタジアム | ウズベキスタン | ○2-1 | 森保一         | AFCアジアカップ2019        |
| 7.  | 2019年3月26日  | 神戸         | ノエビアスタジアム神戸             | ボリビア       | ○1-0 | 森保一         | キリンチャレンジカップ2019 |
| 8.  | 2019年11月19日 | 吹田         | パナソニックスタジアム吹田         | ベネズエラ     | ●1-4 | 森保一         | キリンチャレンジカップ2019 |
| 9.  | 2019年12月10日 | 釜山         | 九徳総合運動場                     | 中国           | ○2-1 | 森保一         | EAFF E-1サッカー選手権2019 |
| 10. | 2019年12月18日 | 釜山         | 釜山アジアド主競技場               | 韓国           | ●0-1 | 森保一         | EAFF E-1サッカー選手権2019 |

### ゴール
| #  | 開催年月日     | 開催地 | スタジアム     | 対戦国 | 勝敗 | 試合概要                   |
| -- | -------------- | ------ | -------------- | ------ | ---- | -------------------------- |
| 1. | 2019年12月10日 | 釜山   | 九徳総合運動場 | 中国   | ○2-1 | EAFF E-1サッカー選手権2019 |